# چانگاکول
چانگاکول (انگلیسی: Changakul) یک شهرک در شهرستان یانائولسکی استان باشقیرستان کشور روسیه است.